# Sredeț, Smolean
Sredeț (în bulgară Средец) este un sat în comuna Nedelino, regiunea Smolean,  Bulgaria.

## Demografie
Componența etnică a satului Sredeț
     Bulgari (74,75%)
     Nicio identificare (25,24%)
     Altele (0%)
La recensământul din 2011, populația satului Sredeț era de 503 locuitori. Din punct de vedere etnic, majoritatea locuitorilor (74,75%) erau bulgari. Pentru 25,24% din locuitori nu este cunoscută apartenența etnică.